# Огърличено тити на Медем
Огърличеното тити на Медем (Callicebus medemi) е вид бозайник от семейство Сакови (Pitheciidae). Видът е световно застрашен, със статут Уязвим.

## Разпространение
Разпространен е в Колумбия.